# Bulldog (Band)
Bulldog war eine 1972 gegründete US-Rockband.

## Bandgeschichte
Gene Cornish und Dino Danelli kannten sich bereits als Mitglieder der Band Young Rascals, mit der sie verschiedene Hits hatten. Danelli war daneben auch Namensgeber spezieller Drumsticks des Herstellers „Ludwig“. Turi war später, 1980, gemeinsam mit Cyndi Lauper Mitglied der Band „Blue Angel“. Billy Hocher, Eric J. Thorngren und John Turi gründeten außerdem gemeinsam die Band Pepper. 1977 veröffentlichten sie ein Album mit gleichnamigem Namen bei RCA Records.
Bulldog veröffentlichte 1972 bei Decca (DL 75370) eine von Cornish und Danelli produzierte LP, die mit dem Bandnamen bezeichnet war. Sie erreichte ebenso die Charts wie die daraus stammende Single No, die die Top 40 knapp verfehlte. Es blieben die einzigen Hitparadenerfolge der Band. 1973 erschien das Album auch in Deutschland (MCA Records Maps 6299). Nach der Trennung von Decca wechselte die Band zu Buddah Records. Dort erschien das zweite Album Smasher, das jedoch trotz guter Kritiken ein Flop wurde. Danach löste sich die Band Anfang 1975 auf.

## Diskografie
Alben
- Bulldog (1972, Decca 75370)
- Smasher (1974, Buddah)

Singles
- No (1972, Decca 32996)